# Nelsonophryne aequatorialis
Nelsonophryne aequatorialis là một loài ếch trong họ Nhái bầu. Chúng là loài đặc hữu của Ecuador.
Các môi trường sống tự nhiên của chúng là đồng cỏ ở cao nhiệt đới hoặc cận nhiệt đới, đầm nước ngọt có nước theo mùa, đất canh tác, vùng đồng cỏ, vườn nông thôn, và các khu rừng trước đây bị suy thoái nặng nề.